# Radio (geometría)

Elementos principales de una circunferencia.

En geometría, el radio de una circunferencia es cualquier segmento que une el centro a cualquier punto de dicha circunferencia. 
La longitud del radio es la mitad de la del  diámetro.que es el radio elevado al cuadrado 
,  un círculo,  una esfera y  una hiperesfera, respectivamente,  poseen la misma longitud.
El radio de un poliedro regular: no es sino el radio de la esfera circunscrita.
Se llama radio de un polígono regular al radio de la circunferencia circunscrita (es el segmento que une su centro con cualquier vértice). El radio de la circunferencia inscrita se llama apotema del polígono.
Radio de curvatura: es la magnitud R, recíproca a la curvatura que de una curva en un punto dado M, se denomina radio de curvatura de la curva en este punto de que se trata.
En un sentido más general —en geometría, ingeniería, teoría de grafos y muchos otros contextos—, el radio (por ejemplo, de un cilindro, un polígono, un grafo o una parte mecánica) es el segmento que une su centro (o eje) y sus puntos más externos. 
La relación entre la longitud del radio y la de la circunferencia (perímetro de un círculo) es {\displaystyle r={\frac {p}{2\pi }}}.
La relación entre la longitud del radio de un círculo y su área es {\displaystyle r={\sqrt {\frac {a}{\pi }}}}.
- Radio de torsión. La  magnitud que caracteriza la desviación de la curva en el espacio respecto de la curva plana.  La magnitud T se llama radio de torsión[3]
- Radio de una vecindad. Si la vecindad es el intervalo abierto (a;b), entonces el radio es [a + b]/2.
- Radio vector: es el segmento, en una hipérbola o elipse, que une los focos con un punto de la misma.[4]
- Radio de convergencia de una serie. Partiendo de una serie formal, que tiene coeficientes en el conjunto de los números reales o de los complejos, se define al número real R > 0 tal que la serie converge absolutamente para |z| < R y diverge si |z| > R.[2]
- Radio de giro . El radio de giro K de un sólido respecto de un eje de giro e viene a ser la distancia al eje e a la que debería situarse una partícula cuya masa fuera igual a la masa total del sólido para que dicha partícula tuviera el mismo momento de inercia que el cuerpo.[2]